# Bademühlen (Zeven)
Bademühlen (niederdeutsch Baadmöhlen) ist ein Ortsteil der Stadt Zeven im niedersächsischen Landkreis Rotenburg (Wümme).

## Geographie

### Lage

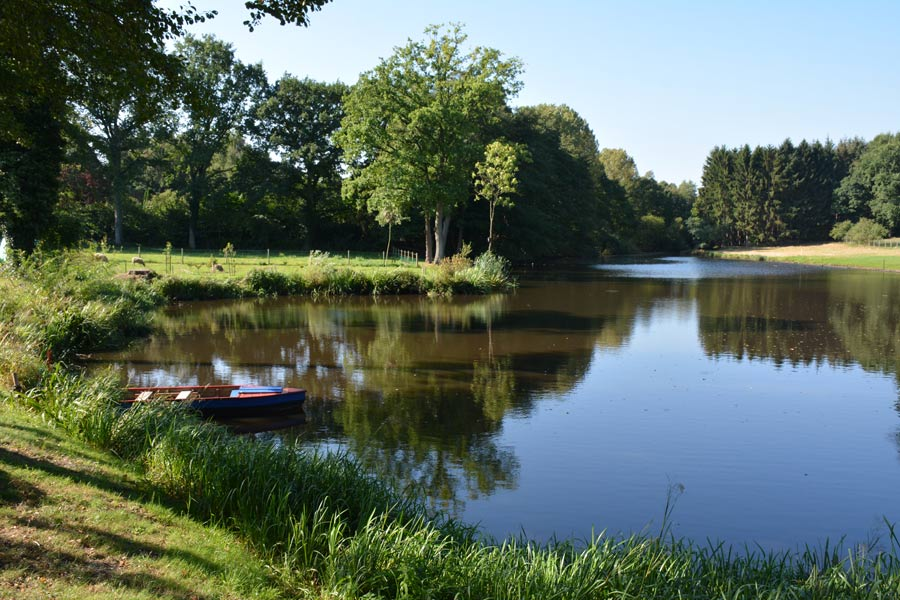
Der Mühlenteich in Bademühlen

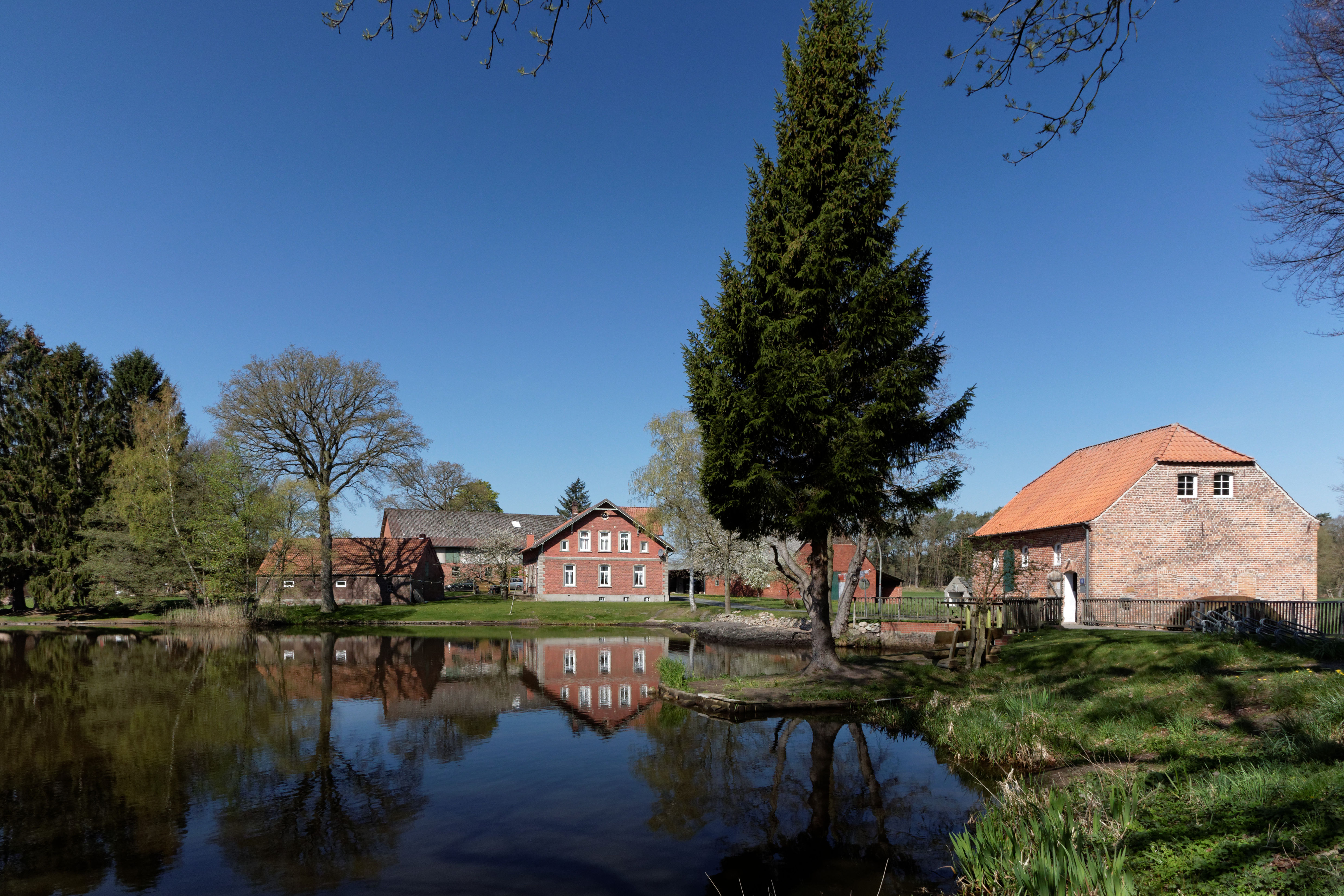
Bademühle mit Mühlenteich

Bademühlen ist rund vier Kilometer von westlich der Kernstadt Zeven entfernt und liegt an der Landesstraße 122.

### Nachbargemeinden
| Rhade, Gnarrenburg 7 km, 17 km     | Seedorf (bei Zeven), Selsingen, Deinstedt, Bremervörde, 6 km, 8 km, 12 km, 13 km, 21 km | Ahlerstedt, Harsefeld 20 km, 25 km          |
| Breddorf Hambergen 8 km, 25 km     | Kompassrose, die auf Nachbargemeinden zeigt                                             | Zeven, Groß Meckelsen 4 km, 15 km           |
| Kirchtimke, Westertimke 6 km, 8 km | Gyhum, Horstedt 10,5 km, 13 km                                                          | Oldendorf (Zeven), Brüttendorf 3,5 km, 5 km |

### Gewässer
Durch das Ortsgebiet von Bademühlen fließt ein Nebenfluss der Oste, die Bade.

## Geschichte

### Urzeit bis 1836
In der Nähe des Ortes finden sich ur- und frühgeschichtliche Spuren, wie etwa das Megalithgrab „Prinzenstein“ im Waldgebiet „Großes Holz“ in Richtung Oldendorf. Laut dem Vörder Register, das von dem Erzbischof Johann III. Rohde von Bremen in Auftrag gegebenen wurde, gehörte die im Ort vorhandene Mühle, die damals „to der Bade“ genannt wurde, um das Jahr 1498 dem „Marschalken“. Die vor dem Jahr 1542 von einem Johann von Marschalck errichtete Wassermühle Bademühlen ist mehrfach urkundlich erwähnt. Das heutige Mühlengebäude wurde als Backsteinbau im Jahr 1836 gebaut und befindet sich in Privatbesitz. Eine Besichtigung ist möglich.

### Neuzeit
Bademühlen gehörte bis zum Dezember 1841 – als es nach Zeven umgepfarrt wurde – zum Kirchspiel Selsingen. Bis zum Jahr 1909 gehörte Bademühlen zur Gemeinde Ostereistedt. Dann kam Bademühlen im Tausch gegen den einstelligen Hof Schohöfen nach Badenstedt. Am 30. Juni 2016 lebten in Bademühlen 203 Menschen. Die Jugendherberge Bademühlen wurde im Jahr 2016 geschlossen. Der Ort liegt an einem Wanderweg der „Nordpfade“ und bietet die Reitanlage „Oak Ranch“. Außerdem befindet sich am Ortsrand das Clubhaus des MC Street Dogs.

## Kultur und Sehenswürdigkeiten
In Bademühlen befindet sich die für den Ort bekannte Wassermühle Bademühlen.